# Intermezzo
Pojem intermezzo pochází z italštiny a označuje pauzu, vložku, vsuvku – něco „vložené mezi“. Obvykle se používá v hudbě či v literatuře, kde má následující významy:
- vložka, vsuvka, mezidobí
- drobná hudební skladba, mezihra, viz článek intermezzo (hudební)
- příhoda nakrátko přerušující hlavní děj, vedlejší událost

## Přenesené významy
Intermezzo je také název malého nakladatelství v Kroměříži, které vydalo dvě knihy v roce 1996 v kooperaci s brněnským nakladatelstvím Host.
Intermezzo je také název významné pražské školy interierového designu. Interier design škola Intermezzo sro